# Orden de la Estrella de Honor de Etiopía
La Orden de la Estrella de Honor de Etiopía es una condecoración de Shewa (1884-1889) y de Etiopía bajo los regímenes del Imperio Etíope (1889-1974) y de la República Democrática Popular de Etiopía (1975-1991).

## Condecoración monárquica
Fue fundada en 1884 por Menelik II, negus de Shewa. Con la anexión de otros reinos la Orden de la Estrella de Honor pasó a ser condecoración de Abisinia (luego renombrada Etiopía). Se dividía en cinco grados:
- Negus (para monarcas);
- Ras (para príncipes);
- Dje Asmache (equivalente a comendador);
- Kague Asmache (equivalente a oficial);
- Gra Asmache (equivalente a caballero).

Algunos etíopes condecorados por el emperador fueron el príncipe Kassa Hailu y el príncipe Asserate Kassa. Condecorados extranjeros fueron el embajador de Grecia en Etiopía Panayotis Rellas y su jefe de protocolo Phaidon Anninos-Kavallieratos.
Después de la Revolución de 1974, el gobierno imperial en el exilio ha continuando concediendo esta orden imperial, pese a que una versión republicana fue otorgada por el nuevo régimen en Etiopía. Del gobierno in partibus la recibió Stanhope S. Spears, militar estadounidense. Actualmente se divide en las clases Gran Cruz, Gran Oficial, Comendador, Oficial y Miembro (un grado especial en forma de collar, que se otorgó algún tiempo, ya no se concede).

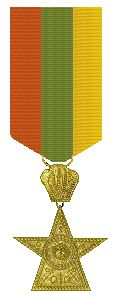
El grado de Miembro.

## Condecoración socialista
Abolida la monarquía, fue la única orden imperial que sobrevivió en el sistema de honores etíope, pero completamente reformada: consistía en una medalla pendiente de una cinta alrededor del cuello y con grado único. Su nuevo nombre era Gran Orden de la Estrella de Honor de Etiopía Socialista. Mayor en la precedencia sólo se encontraban los títulos heroicos típicamente socialistas. Entre los que fueron condecorados por el presidente Mengistu Haile Mariam con esta orden se encuentran: Fidel Castro (presidente cubano), Leonid Brézhnev (premier soviético) y Nelson Mandela (activista socialista sudafricano).